# Chaetophractus vellerosus
O Chaetophractus vellerosus, comummente conhecido como tatu-peludo (não confundir com o Euphractus sexcinctus, que consigo partilha este nome comum), é uma espécie de mamífero xenartro, pertencente à família dos Dasipodídeos.
Esta espécie pode atingir até cerca de 40 centímetros de comprimento. As zonas do dorso e as laterais do corpo apresentam-se protegidas por uma série de placas sobrepostas, sendo que algumas delas podem inclusive ser móveis. A zona ventral, por seu turno, encontra-se coberta por pele fina e pêlos de coloração clara.
É um tatu com aptidões cavadoras, nativo das regiões do centro e do sul da América do Sul.

## Taxonomia
O animal foi primeiramente descrito por J. E. Gray em 1865, com base num espécime, então, presente no museu britânico, mas que fora recolhido em Santa Cruz de la Sierra, na Bolívia Oriental como Dasypus vellerosus.